# Burton on the Wolds
Burton on the Wolds est une paroisse civile et un village du Leicestershire, en Angleterre.